# Yahari ore no seishun love kome wa machigatteiru
Yahari ore no seishun love kome wa machigatteiru. (やはり俺の青春ラブコメはまちがっている。?, Yahari ore no seishun rabu kome wa machigatteiru., lett. "La mia commedia romantica di gioventù è sbagliata, come mi aspettavo."), anche conosciuta con le abbreviazioni Hamachi (はまち?) e OreGairu (俺ガイル?), è una serie di light novel scritta da Wataru Watari e illustrata da Ponkan8.
Quattro adattamenti a manga e due antologie sono stati realizzati sulla serie di romanzi. Un adattamento a serie televisiva anime è stato trasmesso dal 4 aprile al 27 giugno 2013. Un videogioco, intitolato Yahari game demo ore no seishun rabu kome wa machigatteiru. e pubblicato da 5pb., per la PlayStation Vita è stato pubblicato il 19 settembre 2013. Una seconda stagione è andata in onda dal 2 aprile al 25 giugno 2015, mentre la terza stagione è stata trasmessa dal 10 aprile al 24 settembre 2020.
Opera cinica e realista, a differenza della maggior parte delle opere nel genere della commedia romantica, si orienta molto verso il campo filosofico/psicologico, in particolare sulla differente visione della vita da parte dei personaggi e sulla difficoltà della costruzione di rapporti umani genuini.

## Trama
La storia segue le vicende di Hachiman Hikigaya, un solitario e pragmatico liceale con una visione della vita distorta e antisociale che lo porta a non unirsi a nessun gruppo di giovani perché convinto che sarà sempre una fonte di illusioni. La sua insegnante Shizuka Hiratsuka fa in modo che Hachiman si iscriva al club di volontariato dell'istituto, frequentato e gestito dalla ragazza più bella della scuola, Yukino Yukinoshita, nota per il suo carattere molto schietto, con la quale condivide un passato di solitudine ma per diverse ragioni — lui per i suoi ideali, lei perché invidiata dagli altri per la sua bellezza (e ancora di più per l'intelligenza e le doti fuori dal comune).
Shizuka chiede a Yukino di occuparsi del problema di Hachiman e di renderlo un ragazzo in grado di migliorare i rapporti con il prossimo, in modo tale da garantirgli un futuro migliore nella società. Yukino accetta e Hachiman si ritrova a partecipare alle attività del club, che consistono nell'aiutare gli studenti in cerca del loro aiuto per ogni tipo di problema.
In seguito al gruppo creatosi si aggiungerà anche Yui Yuigahama, una ragazza dal carattere molto diverso da quello di Hachiman e Yukino, difatti lei è molto socievole e aperta ma fatica a mantenere questa immagine.
In seguito tutti incominceranno a creare un vero club, aiutando chi ne ha bisogno. Ma si creeranno situazioni alquanto particolari tra i ragazzi, essendo (come ricorda il titolo) adolescenti.

## Personaggi

### Service Club

I protagonisti nell'anime. Da sinistra verso destra: Hachiman, Yui e Yukino.

Hachiman Hikigaya (比企谷 八幡?, Hikigaya Hachiman)
Doppiato da: Takuya Eguchi
Cinico e solitario, Hachiman si distingue per la sua intelligenza e la sua genialità in campo filosofico. È un liceale alquanto pessimista nei confronti della vita, con alle spalle un'infanzia socialmente sofferta in quanto, essendo stato piuttosto impacciato da bambino, veniva spesso preso in giro (in particolare dalle ragazze), motivo per il quale ora tende a isolarsi dagli altri studenti. Ritiene che la gioventù sia una menzogna e il male assoluto, un mondo incentrato sulla pura ipocrisia. È schietto e diretto, ma allo stesso tempo estremamente pragmatico e razionale, orientato alla logica e al risolvimento diretto degli obiettivi. È difatti una persona molto intuitiva, con grande intelligenza logica e cognitiva, bravo a percepire cosa pensano le persone, ma spesso non riesce a capire le loro emozioni, e non ha la stessa percezione delle conseguenze a lungo termine di Yukino.
A differenza di Yukino, inoltre, crede fermamente nello status quo, quindi crede che la società non si possa cambiare e ritiene che il modo migliore per aiutare il prossimo sia il suicidio sociale, ovvero mettere in cattiva luce sé stessi per mantenere felici tutti gli altri. Per questo, i suoi metodi per aiutare gli altri sono spesso alquanto discutibili, spesso autodistruttivi, e a volte si rende volutamente antipatico quando in realtà è una persona di buon cuore e ben intenzionata.
Hachiman a casa passa il tempo con la sorellina Komachi, con la quale ha un ottimo rapporto, nonostante alcuni battibecchi dovuti all'eccessivo cinismo del ragazzo. Ha un gatto. Il nome di Hachiman è un chiaro riferimento alla sua data di nascita: infatti "hachi" significa "otto" in giapponese, e il ragazzo è nato l'8 agosto.
Yukino Yukinoshita (雪ノ下 雪乃?, Yukinoshita Yukino)
Doppiata da: Saori Hayami
Proveniente da una famiglia piuttosto ricca, ma che non le ha mai dimostrato veramente affetto, Yukino ha un passato turbato. È stata spesso vittima di bullismo, questo perché invidiata per la sua bellezza ma, soprattutto, per l'intelligenza fuori dal comune e le doti in più campi. La ragazza eccelle infatti negli studi, è una valida atleta e anche musicalmente è molto dotata. Tuttavia il comportamento della maggior parte della gente nei suoi confronti l'ha resa una persona dal comportamento abbastanza freddo e distaccato, con difficoltà a rapportarsi con le altre persone. A differenza di Hachiman, tuttavia, Yukino è idealista, e data la società meschina e marcia dentro che la circonda, si pone come scopo quello di cercare di rendere le persone migliori. È estremamente schietta, e non ha mai problemi a dire agli altri cosa pensa, ma fatica tuttavia a mostrare di fronte agli altri le proprie emozioni, ed è molto più fragile di quanto sembri.
Col procedere della storia, Yukino si addolcisce e diventa molto più sincera con se stessa; è infatti nei suoi momenti di fragilità che rivela ciò che l'ha resa così solitaria e malinconica. Rispetto ad Hachiman, Yukino sa capire meglio le emozioni delle persone, ed è meno drasticamente pragmatica nelle decisioni: valuta infatti le cose più nel loro insieme, piuttosto che prendere in considerazione soltanto lo scopo da raggiungere sul momento; infatti, oltre ad essere in assoluto il membro più bilanciato tra logica e sentimento, come dichiarato dall'insegnante Shizuka, tra i membri del club ha la migliore visione per quanto riguarda le conseguenze a lungo termine. Come Hachiman, nonostante la visione del mondo che ha, è una persona buona d'animo e ben intenzionata; tiene moltissimo a Yui e Hachiman, e per la sua amica è disposta a mettere da parte i propri sentimenti. Le cose cambiano tuttavia nella terza stagione, in cui, in seguito ad un lungo periodo di indecisione in cui comincia anche ad evitare Yui, alla fine si dichiara ad Hachiman, dicendogli "ti amo".
Yukino è una lettrice incallita, e non la si vede quasi mai senza un libro in mano. È anche una grande appassionata di gatti, ma paradossalmente ha paura dei cani (oltre che delle montagne russe, fobia dovuta a sua sorella che gliela fece venire quando era piccolina). Yukino non ha proprio un buon rapporto con la sua famiglia; i suoi genitori non si sono mai presi molto cura di lei, e per questo è andata a vivere da sola. La sorella maggiore Haruno, per quanto manipolatrice e un po' ipocrita, è anche molto più furba ed estroversa rispetto a Yukino, e in qualche modo la famiglia ha sempre privilegiato lei, facendo provare a Yukino un forte risentimento; tuttavia, nonostante il comportamento malizioso, Haruno cerca sempre di aiutare Yukino nella crescita, e a migliorare i rapporti che Yukino ha con lei e il resto della famiglia. A livello di intelligenza e doti generali, tuttavia, le due sorelle sono molto simili, questo anche perché Yukino sotto tale punto di vista ha sempre considerato Haruno come un esempio da seguire. La sua data di nascita è il 3 gennaio.
Yui Yuigahama (由比ヶ浜 結衣?, Yuigahama Yui)
Doppiata da: Nao Tōyama
Yui è una compagna di classe di Hachiman. Allegra e gioiosa, è stata la prima "cliente" del club di servizio. A differenza di Hachiman e Yukino, è molto solare, energica ed estroversa, pur non essendo priva di problemi da affrontare. È piuttosto ingenua, e senza dubbio l'elemento del gruppo che mostra le sue emozioni più facilmente. La ragazza è sempre dolce e amichevole; tuttavia, il suo problema, che riuscirà a superare, sta nella difficoltà nell'essere veramente se stessa, a differenza di Hachiman e Yukino che ci riescono perfettamente, comportandosi quindi da ipocrita a volte, e mantenendo il sorriso anche quando una situazione con determinate persone non le piace.
Malgrado non abbia la stessa genialità, specie in ambito di pensieri filosofici, dei suoi due amici, Yui è comunque una ragazza in assoluto intelligente e percettiva, molto più di quanto possa sembrare, e soprattutto è molto più diplomatica rispetto a loro, dimostrandosi saggia e dotata di intelligenza sociale. Yui riuscirà a sviluppare un'amicizia profonda e sincera con Yukino, nonostante le differenze caratteriali; ognuna trae beneficio dall'altra, e se Yukino diventa più dolce, al contempo Yui diventa più onesta e determinata. Per quanto riguarda il rapporto con Hachiman, Yui ne è stata innamorata dal giorno in cui lui ha salvato il suo cane da un incidente. Come Yukino, tuttavia, è anche lei disposta a mettere da parte i sentimenti per l'amica, che prova anche lei qualcosa per Hachiman. Nella terza stagione Yui diventa più malinconica, dato che capisce che tra i suoi due migliori amici c'è chiaramente qualcosa. Tuttavia, nell'ultimo episodio, dichiara che "le piace il ragazzo che piace alla sua migliore amica".
Si nota inoltre che Yui è figlia unica, e vive con la madre e il cane Sable; tuttavia non si vede mai il padre. La sua data di nascita è il 18 giugno.

### Classe 2F
Saika Totsuka (戸塚 彩加?, Totsuka Saika)
Doppiato da: Mikako Komatsu
Saika è il miglior membro del club di tennis della scuola. Di carattere dolce, calmo e delicato, a causa del suo aspetto androgino viene inizialmente scambiato dal protagonista per una ragazza, e viene spesso soprannominato "il principe". Ha i capelli biondi e gli occhi chiari e indossa spesso la sua tuta da tennis verde. Insiste perché Hachiman lo chiami per nome ed è tra le pochissime persone che lo trattano con gentilezza e lo considerano un amico. Malgrado la sua gentilezza e androginia facciano pensare inevitabilmente all'essere effeminato, in realtà cerca di essere quanto più virile possibile. Non si conosce la sua sessualità, ma mostra sicuramente una forte ammirazione per l'amico Hachiman, che a sua volta lo trova incredibilmente carino e si imbarazza perché fa vacillare la sua eterosessualità.
Hayato Hayama (葉山 隼人?, Hayama Hayato)
Doppiato da: Takashi Kondō
Hayato è amico d'infanzia di Yukino, una figura centrale nella classe 2F e l'asso della squadra di calcio. È estremamente gentile con le altre persone, tra cui Hachiman, e spesso offre il suo aiuto agli altri. Tuttavia, Hayama sostiene che non potrà mai creare un buon rapporto con Hachiman, dal momento che non riesce a comprendere i suoi atti di suicidio sociale per proteggere tutti. Hayama si sente molto in colpa per non aver mai aiutato Yukino quando da piccola veniva bullizzata.
Yumiko Miura (三浦 優美子?, Miura Yumiko)
Doppiata da: Marina Inoue
Popolare ed egocentrica, è una ragazza della classe di Yui. Ha un carattere arrogante, irritabile e prepotente, ma molto premuroso verso le sue amicizie più strette.
Hina Ebina (海老名 姫菜?, Ebina Hina)
Doppiata da: Nozomi Sasaki
Un'amica di Yumiko appassionata di BL. Tranquilla e riservata, ma alquanto eccentrica, va letteralmente in estasi e sanguina dal naso ogni volta che fa fantasie erotiche sull'amore tra ragazzi. Non si sente pronta a fidanzarsi.
Saki Kawasaki (川崎 沙希?, Kawasaki Saki)
Doppiata da: Ami Koshimizu
Una ragazza molto taciturna, quasi sempre sulle sue. Ha l'aspetto di una teppista e a volte tende ad essere un po' brusca, ma è una persona di cuore e cerca di lavorare il più possibile per mantenere la famiglia.
Kakeru Tobe (戸部 翔?, Tobe Kakeru)
Doppiato da: Chado Horii
Un ragazzo, amico di Hayama, che coi suoi capelli tinti ricorda un po' un teppista, ma è in realtà molto gentile e socievole. Non è molto studioso e tende a divertirsi con poco.
Yamato (大和?, Yamato)
Doppiato da: Yoshihisa Kawahara
Amico di Hayama e Tobe.
Ōoka (大岡?, Ōoka)
Doppiato da: Minoru Shiraishi
Amico di Hayama e Tobe.
Minami Sagami (相模 南?, Sagami Minami)
Doppiata da: Minako Kotobuki
Diventa presidentessa del liceo. Cerca di apparire come insicura e timida, ma è in realtà molto egocentrica e cerca di apparire come tale per attirare l'attenzione il più possibile. Malgrado il suo ego smisurato, è piuttosto incompetente, e Hachiman glielo fa notare, come al solito, nel più brusco possibile dei modi.

### Altri
Shizuka Hiratsuka (平塚 静?, Hiratsuka Shizuka)
Doppiata da: Ryōka Yuzuki
Shizuka è l'insegnante di Hachiman, un'insegnante di lingua giapponese, che serve come il suo futuro consulente / consigliere, e il consulente per il club di servizio. Lei è a conoscenza di presunti "problemi" di Hachiman, e si adopera per garantire che si liberi da essi, e la sua prima mossa è costringerlo ad aderire al Club di servizio (del quale inizialmente fa parte solo Yukino). Molto attraente, simpatica e gentile, compassionevole nei confronti degli studenti, ma un po' brusca e piuttosto irascibile e permalosa, si lamenta spesso del fatto che non abbia ancora trovato marito, nonostante sia già sulla trentina.
Komachi Hikigaya (比企谷 小町?, Hikigaya Komachi)
Doppiata da: Aoi Yūki
Komachi è la sorella minore di Hachiman che, a differenza di suo fratello, è allegra e vivace, ed è membro del consiglio degli studenti della sua scuola. Lei capisce che suo fratello ha una personalità marcia, ma nonostante questo è molto gentile e premurosa, si prende cura di lui e gli si affida a prescindere. Mentre è attaccata a suo fratello, mostra intelligenza nel cercare di accoppiare Hachiman con Yukino o Yui, facendo anche amicizia con le stesse ragazze.
Yoshiteru Zaimokuza (材木座 義輝?, Zaimokuza Yoshiteru)
Doppiato da: Nobuyuki Hiyama
Ragazzo nerd alto e grassoccio, si diletta nella scrittura di light novel; è molto eccentrico e soffre della sindrome di chuunibyou. Nonostante ciò, sarà un altro dei pochi con cui Hachiman riesce a creare un rapporto di amicizia.
Haruno Yukinoshita (雪ノ下 陽乃?, Yukinoshita Haruno)
Doppiata da: Mai Nakahara
Haruno è la sorella maggiore di Yukino, e ancora più "eccezionale": praticamente ha le stesse doti ma è più brava a sfruttarle socialmente. Infatti, a differenza di Yukino, lei mostra sempre un buon atteggiamento verso le altre persone, anche se si dimostra lei a mentire sui suoi veri sentimenti la maggior parte del tempo. Malgrado sia un po' maliziosa e si diverta a stuzzicare Yukino, ha buone intenzioni nei confronti di lei, e la aiuta nell'affrontare la realtà, per quanto con metodi non proprio ortodossi.
Taishi Kawasaki (川崎 大志?, Kawasaki Taishi)
Doppiato da: Ayumu Murase
Fratello di Saki. È anche amico di Komachi.
Rumi Tsurumi (鶴見 留美?, Tsurumi Rumi)
Doppiata da: Sumire Morohoshi
Una bambina solitaria in cui Hachiman riconosce essenzialmente una piccola Yukino. Benché bullizzata ed esclusa dalle compagne, è stata l'unica a rendersi disponibile nel momento del bisogno tra di loro. Hachiman la incontra di nuovo nella seconda stagione e la aiuterà durante lo spettacolo di Natale.
Meguri Shiromeguri (城廻 めぐり?, Shiromeguri Meguri)
Doppiata da: Azumi Asakura
Una ragazza senpai allegra e gentile che tiene un discorso di fine anno che commuove Hachiman.
Iroha Isshiki (一色 いろは?, Isshiki Iroha)
Doppiata da: Ayane Sakura
Ha un anno in meno rispetto ai tre protagonisti. Diventa Presidente del Consiglio studentesco dopo che Hachiman riesce a convincerla. Inizialmente risulta un po' egocentrica e manipolatrice, sapendo come sfruttare il suo aspetto tenero e aggraziato per ottenere i propri scopi, ma si rivela in realtà essere una brava persona e una buona amica per Hachiman e le ragazze. Alla fine della seconda stagione si unisce al club di volontariato.
Kaori Orimoto (折本 かおり?, Orimoto Kaori)
Doppiata da: Haruka Tomatsu
Vecchia fiamma di Hachiman, è essenzialmente a causa sua se ora il ragazzo è isolato e pessimista. Era stata lei infatti a prendere in giro Hachiman parlando delle advances di quest'ultimo nei suoi confronti con tutti gli altri compagni di classe. È molto sconsiderata e tende a dare molta importanza agli status symbol e alle voci che girano, senza basarsi sulla realtà dei fatti.
Atsugi (厚木?, Atsugi)
Doppiato da: Yoshihisa Kawahara

## Media

### Light novel
La serie di light novel è scritta da Wataru Watari e illustrata da Ponkan8. È in fase di pubblicazione da parte dell'editore Shogakukan sotto l'etichetta Gagaga Bunko. Il primo volume è stato pubblicato il 18 marzo 2011, mentre l'ultimo pubblicato finora, il quattordici, è stato pubblicato il 18 aprile 2019. I volumi 3, 4, 7 e 8 sono stati pubblicati insieme ad un'edizione limitata speciale. Le edizioni speciali del terzo e del settimo volume includevano un drama CD ciascuna, mentre le edizioni limitate dei volumi 4 e 8 includevano un art book di Ponkan8 e altri illustratori. Una raccolta dei primi sette volumi è stata pubblicata il 19 marzo 2013. Una collezione di storie brevi raccolte in un volume numerato "7.5" è stata pubblicata il 20 agosto 2013. Tre volumi brevi extra, numerati 6.25, 6.50 e 6.75, sono stati pubblicati rispettivamente insieme alle edizioni limitate dei DVD/BD 1, 3 e 5 della serie anime.
| Nº   | Data di prima pubblicazione | Data di prima pubblicazione                                                 | Data di prima pubblicazione |
| Nº   | Giapponese                  | Giapponese                                                                  |                             |
| ---- | --------------------------- | --------------------------------------------------------------------------- | --------------------------- |
| 1    | 18 marzo 2011               | ISBN 978-4-09-451262-5                                                      |                             |
| 2    | 20 luglio 2011              | ISBN 978-4-09-451286-1                                                      |                             |
| 3    | 18 novembre 2011            | ISBN 978-4-09-451304-2 (ed. regolare) ISBN 978-4-09-451307-3 (ed. speciale) |                             |
| 4    | 16 marzo 2012               | ISBN 978-4-09-451332-5 (ed. regolare) ISBN 978-4-09-451333-2 (ed. speciale) |                             |
| 5    | 18 luglio 2012              | ISBN 978-4-09-451356-1                                                      |                             |
| 6    | 20 novembre 2012            | ISBN 978-4-09-451380-6                                                      |                             |
| 6.5  | 22 luglio 2014              | ISBN 978-4-09-451501-5 (ed. regolare) ISBN 978-4-09-451502-2 (ed. speciale) |                             |
| 7    | 19 marzo 2013               | ISBN 978-4-09-451402-5 (ed. regolare) ISBN 978-4-09-451403-2 (ed. speciale) |                             |
| 7.5  | 20 agosto 2013              | ISBN 978-4-09-451434-6                                                      |                             |
| 8    | 19 novembre 2013            | ISBN 978-4-09-451451-3 (ed. regolare) ISBN 978-4-09-451453-7 (ed. speciale) |                             |
| 9    | 18 aprile 2014              | ISBN 978-4-09-451482-7                                                      |                             |
| 10   | 18 novembre 2014            | ISBN 978-4-09-451523-7                                                      |                             |
| 10.5 | 18 marzo 2015               | ISBN 978-4-09-451542-8                                                      |                             |
| 11   | 24 giugno 2015              | ISBN 978-4-09-451558-9                                                      |                             |
| 12   | 20 settembre 2017           | ISBN 978-4-09-451674-6                                                      |                             |
| 13   | 20 novembre 2018            | ISBN 978-4-09-451762-0                                                      |                             |
| 14   | 19 novembre 2019            | ISBN 978-4-09-451781-1                                                      |                             |

### Drama CD
Un drama CD, intitolato Tatoeba Konna Birthday Song (たとえばこんなバースデーソング?, Tatoeba Konna Bāsudē Songu, con il sottotitolo Birthday Song for you), è stato pubblicato in allegato all'edizione speciale del terzo volume della serie di light novel il 18 novembre 2011. Il drama CD contiene una character song, interpretata da Saori Hayami e Nao Tōyama, intitolata Bright Generation e composta da Yukari Hashimoto. Un secondo drama CD, intitolato Hikigaya komachi no keiryaku (比企谷小町の計略? con il sottotitolo His sister's tactics), è stato venduto insieme al primo presso lo stand di Marvelous AQL all'ottantatreesima edizione del Comiket, tenutasi tra il 29, 30 e 31 dicembre 2012. Un terzo drama CD, intitolato Kanojotachi no, We Will Rock You (彼女たちの、うぃー・うぃる・ろっく・ゆー♡? con il sottotitolo "We will... We will rock "you"!!"), è stato venduto insieme all'edizione speciale del settimo volume della serie di light novel, pubblicato il 19 marzo 2013. Il drama CD contiene una character song interpretata da Saori Hayami e Nao Tōyama, intitolata Rock You!! e composta e arrangiata da Yūya Saitō.

### Manga
Un primo adattamento manga disegnato da Rechi Kazuki è stato pubblicato da Square Enix con il titolo Yahari ore no seishun love kome wa machigatteiru. -Monologue- (やはり俺の青春ラブコメはまちがっている。－妄言録－?, Yahari ore no seishun rabu kome wa machigatteiru. -Monorōgu-). È stato serializzato sulla rivista Big Gangan dal 25 settembre 2012 al 25 aprile 2023. Una seconda serie, disegnata da Naomichi ed intitolata Yahari ore no seishun love kome wa machigatteiru. @comic (やはり俺の青春ラブコメはまちがっている。＠comic?), è stata pubblicata su Monthly Sunday Gene-X di Shogakukan dal numero di gennaio 2013 uscito il 19 dicembre 2012 a quello di marzo 2023 uscito il 17 febbraio 2023. La serie presenta un totale di 22 volumi. Una serie 4 koma creata da Yūta Taneda ed intitolata Yahari 4-koma demo ore no seishun love kome wa machigatteiru. (やはり4コマでも俺の青春ラブコメはまちがっている。?, Yahari 4-koma demo ore no seishun rabu kome wa machigatteiru.) ed è stata pubblicata su Manga 4-koma Palette di Ichijinsha nel numero di maggio 2013 uscito il 22 marzo dello stesso anno dove fu presentato un capitolo in anteprima, mentre l'uscita regolare è avvenuta in quello del giugno 2013, reso disponibile il 22 aprile precedente, per poi concludersi il 22 giugno 2015.
| Yahari ore no seishun love kome wa machigatteiru. -Monologue- (22 volumi) |                   |                        |
| 1                                                                         | 19 marzo 2013     | ISBN 978-4-7575-3925-9 |
| 2                                                                         | 20 agosto 2013    | ISBN 978-4-7575-4031-6 |
| 3                                                                         | 25 dicembre 2013  | ISBN 978-4-7575-4193-1 |
| 4                                                                         | 24 maggio 2014    | ISBN 978-4-7575-4318-8 |
| 5                                                                         | 18 novembre 2014  | ISBN 978-4-7575-4466-6 |
| 6                                                                         | 18 marzo 2015     | ISBN 978-4-7575-4581-6 |
| 7                                                                         | 18 giugno 2015    | ISBN 978-4-7575-4663-9 |
| 8                                                                         | 25 dicembre 2015  | ISBN 978-4-7575-4845-9 |
| 9                                                                         | 25 luglio 2016    | ISBN 978-4-7575-5062-9 |
| 10                                                                        | 25 gennaio 2017   | ISBN 978-4-7575-5226-5 |
| 11                                                                        | 25 agosto 2017    | ISBN 978-4-7575-5456-6 |
| 12                                                                        | 24 marzo 2018     | ISBN 978-4-7575-5675-1 |
| 13                                                                        | 25 marzo 2019     | ISBN 978-4-7575-5897-7 |
| 14                                                                        | 25 giugno 2019    | ISBN 978-4-7575-6174-8 |
| 15                                                                        | 25 novembre 2019  | ISBN 978-4-7575-6359-9 |
| 16                                                                        | 25 marzo 2020     | ISBN 978-4-7575-6578-4 |
| 17                                                                        | 22 luglio 2020    | ISBN 978-4-7575-6714-6 |
| 18                                                                        | 25 gennaio 2021   | ISBN 978-4-7575-7052-8 |
| 19                                                                        | 26 luglio 2021    | ISBN 978-4-7575-7380-2 |
| 20                                                                        | 25 marzo 2022     | ISBN 978-4-7575-7841-8 |
| 21                                                                        | 25 novembre 2022  | ISBN 978-4-7575-8272-9 |
| 22                                                                        | 25 luglio 2023    | ISBN 978-4-7575-8693-2 |
| Yahari ore no seishun love kome wa machigatteiru. @comic (22 volumi)      |                   |                        |
| 1                                                                         | 17 maggio 2013    | ISBN 978-4-09-157349-0 |
| 2                                                                         | 19 novembre 2013  | ISBN 978-4-09-157362-9 |
| 3                                                                         | 19 maggio 2014    | ISBN 978-4-09-157377-3 |
| 4                                                                         | 19 novembre 2014  | ISBN 978-4-09-157396-4 |
| 5                                                                         | 19 maggio 2015    | ISBN 978-4-09-157417-6 |
| 6                                                                         | 21 novembre 2015  | ISBN 978-4-09-157430-5 |
| 7                                                                         | 17 giugno 2016    | ISBN 978-4-09-157450-3 |
| 8                                                                         | 18 novembre 2016  | ISBN 978-4-09-157464-0 |
| 9                                                                         | 19 maggio 2017    | ISBN 978-4-09-157486-2 |
| 10                                                                        | 17 novembre 2017  | ISBN 978-4-09-157506-7 |
| 11                                                                        | 18 maggio 2018    | ISBN 978-4-09-157525-8 |
| 12                                                                        | 19 novembre 2019  | ISBN 978-4-09-157550-0 |
| 13                                                                        | 19 aprile 2019    | ISBN 978-4-09-157563-0 |
| 14                                                                        | 19 novembre 2019  | ISBN 978-4-09-157581-4 |
| 15                                                                        | 19 marzo 2020     | ISBN 978-4-09-157592-0 |
| 16                                                                        | 18 settembre 2020 | ISBN 978-4-09-157606-4 |
| 17                                                                        | 19 febbraio 2021  | ISBN 978-4-09-157623-1 |
| 18                                                                        | 19 luglio 2021    | ISBN 978-4-09-157642-2 |
| 19                                                                        | 17 dicembre 2021  | ISBN 978-4-09-157664-4 |
| 20                                                                        | 19 maggio 2022    | ISBN 978-4-09-157679-8 |
| 21                                                                        | 19 ottobre 2022   | ISBN 978-4-09-157691-0 |
| 22                                                                        | 18 aprile 2023    | ISBN 978-4-09-157750-4 |

### Anime
Una prima serie anime di 13 episodi, diretta da Ai Yoshimura e prodotta da Brain's Base, è stata trasmessa dal 5 aprile al 21 giugno 2013, seguita da un episodio aggiuntivo esclusivo della versione animata, scritto da Wataru Watari, il quale è andato in onda il 27 giugno 2013. È stata trasmessa in simulcast in versione sottotitolata su Crunchyroll. Un episodio OAV è stato pubblicato nel Blu-ray Disc venduto in allegato con l'edizione limitata del videogioco uscito il 19 settembre 2013. La sigla d'apertura Yukitoki (ユキトキ?) è cantata da Nagi Yanagi, mentre quella di chiusura Hello Alone da Saori Hayami e Nao Tōyama.
Una seconda stagione è stata annunciata da Shōgakukan nel 2014. Intitolata Yahari ore no seishun love kome wa machigatteiru. Zoku, è stata prodotta da Feel, diretta da Kei Oikawa, il character design curato da Yuichi Tanaka e la colonna sonora è stata composta da Shōtarō Suga. È stata trasmessa dal 3 aprile al 26 giugno 2015. La sigla iniziale è Harumodoki (春擬き?) interpretata da Nagi Yanagi mentre quella di chiusura Everyday World. (エブリデイワールド?, Eburidei Wārudo) da Yukino Yukinoshita (Hayami) e Yui Yuigahama (Tōyama). Anche in questo caso è stato prodotto un episodio OAV allegato alla versione limitata del secondo videogioco uscito il 27 ottobre 2016.
Una terza stagione, intitolata Yahari ore no seishun love kome wa machigatteiru. Kan, è stata annunciata da Shogakukan il 18 marzo 2019. È prodotta nuovamente da Feel e vede il ritorno di Kei Oikawa alla regia e Yuichi Tanaka come character designer, mentre Keiichirō Ōchi sostituisce Shōtarō Suga come sceneggiatore. Doveva originariamente andare in onda dall'aprile 2020 ma è stata posticipata a data da destinarsi. La trasmissione di quest'ultima è avvenuta dal 9 luglio al 24 settembre 2020. La sigla iniziale è Megumi no ame (芽ぐみの雨?) interpretata da Nagi Yanagi mentre quella di chiusura è Diamond no jundo (ダイヤモンドの純度?, Daiyamondo no jundo) di Yukino Yukinoshita (Saori Hayami) e Yui Yuigahama (Nao Tōyama). In alcuni episodi vengono impiegate come sigle di chiusura rispettivamente Diamond no jundo -Ballade Arrange-Yukino Solo Ver. (ダイヤモンドの純度 ~Yukino Ballade~?, Daiyamondo no jundo ~Yukino Ballade~) cantata da Yukino Yukinoshita (Hayami) e Diamond no jundo -Ballade Arrange-Yui Solo Ver. (ダイヤモンドの純度 ~Yui Ballade~?, Daiyamondo no jundo ~Yui Ballade~) interpretata da Yui Yuigahama (Tōyama). Un OAV è stato pubblicato in allegato all'edizione limitata del terzo videogioco uscito il 27 aprile 2023.

### Videogiochi
Un videogioco per PlayStation Vita, intitolato Yahari game demo ore no seishun love kome wa machigatteiru. (やはりゲームでも俺の青春ラブコメはまちがっている。?, Yahari gēmu demo ore no seishun rabu kome wa machigatteiru., lett. "La mia giovane commedia romantica nel gioco non va come mi aspettavo.") è stato sviluppato da guyzware e pubblicato da 5pb. il 19 settembre 2013 in Giappone. Takuya Eguchi, Saori Hayami e Nao Tōyama sono tornati a doppiare i rispettivi personaggi che hanno già interpretato nella serie anime. L'edizione limitata del gioco includeva un episodio OAV.
5pb. ha sviluppato un secondo videogioco, Yahari game demo ore no seishun love kome wa machigatteiru. Zoku (やはりゲームでも俺の青春ラブコメはまちがっている。続?, Yahari gēmu demo ore no seishun rabu kome wa machigatte iru. Zoku), sempre per PlayStation Vita e che adatta la seconda stagione dell'anime. Originariamente previsto per il 28 luglio 2016, il 14 giugno precedente venne annunciato che il titolo sarebbe uscito il 27 ottobre dello stesso anno. Analogamente al primo capitolo, l'edizione limitata è stata venduta con un episodio OAV in allegato. Entrambi i giochi sono stati successivamente inclusi in una raccolta denominata Yahari game demo ore no seishun love kome wa machigatteiru. & zoku: Oatome Set (やはりゲームでも俺の青春ラブコメはまちがっている。＆続 おまとめセット?, Yahari gēmu demo ore no seishun rabu kome wa machigatte iru. & zoku o matome setto) e resa disponibile il 26 ottobre 2017 per PlayStation 4. Un porting è uscito il 22 settembre 2022 per Nintendo Switch.
Un terzo capitolo, che adatta la terza stagione anime, è stato annunciato da 5pb. nel gennaio 2021 e come per i casi precedenti l'edizione limitata presenta un episodio OAV che va ad adattare parte della light novel extra inclusa con l'uscita dei Blu-ray della terza stagione animata. Il terzo videogioco, Yahari game demo ore no seishun rabu kome wa machigatte iru. Kan (やはりゲームでも俺の青春ラブコメはまちがっている。完?, Yahari Gēmu demo ore no seishun rabu kome wa machigatte iru. Kan), è stato pubblicato il 27 aprile 2023 per PlayStation 4 e Nintendo Switch.

## Accoglienza
Yahari ore no seishun love kome wa machigatteiru è stata nominata come miglior light novel del Giappone secondo i sondaggi online compilati dalla guida annuale Kono light novel ga sugoi! nel 2014, 2015 e 2016.